# 方幹民
方 幹民（ほう かんみん、Fang Ganmin、1906年3月2日 - 1984年1月19日）は、近代中国の油彩画家である。水彩・彫刻・中国の絵の分野でも活躍した。現代の油彩画の巨匠と評される。

## 生涯

### 戦前
1924年から上海にでて、上海の美術学校（上海美術専科学校）で学んだ後、1925年にフランスに留学し、6か月間、パリ郊外でフランス語を学んだ後、1926年にリヨンの美術学校に入学が認められた。1927年にパリ国立高等美術学校に入学し、顔文樑とともにポール・アルベール・ローランスの教室で学んだ。パリの美術館や展覧会を頻繁に訪れ、ポスト印象派の作品に強い興味を持った。1929年にクラスメイトの蘇愛蘭と結婚した。その年の冬に帰国し、国立西湖芸術学院などの美術教師となった。
方幹民は戦前からキュビスムなどのモダニズム美術の擁護者であるものの、それらの制作とともに写実的技術を駆使し、蔣介石の彫像も作っていた。しかし、この時代の作品の多くは日中戦争の戦火により破壊された。

### 戦後
戦後の現代美術の再建を願い、1945年に聯展および「第一届独立美展」双方に関わった画家たちは、早くも1950年代以来のモダニズム美術に対する徹底的な否定によって美術界から抹殺された。

### 文化大革命
戦後海外に渡った丁衍庸、林鏞、李仲生、趙無極を除き、文化大革命下では、汪日章、林風眠、葉浅予、郁風が獄中生活を送り、方幹民、関良、倪貽徳、龐薫琹が強制労働や監禁などの迫害を受けていた。これに伴い、方幹民の戦後作品の多くは破壊されてしまった。

### 晩年
文革終結後にようやく創作活動を再開したが、晩年の作品の多くは独自の色彩を用いた風景画である。
1984年に波乱に満ちた生涯を閉じた。

## 門弟
- 呉冠中（中国語版）
- 朱徳群（中国語版）
- 閔希文